# Домналл Ва Нейлл
Домналл Ва Нейлл — (ірл. — Domnall ua Néill) — він же: Довнал О'Ніл — верховний король Ірландії. Час правління: 956–980.

## Походження
Домналл Ва Нейлл був сином Муйрхертаха мак Нейлла (ірл. — Muirchertach mac Néill), онуком Ніалла Глундуба (ірл. — Niall Glúndub) — верховного короля Ірландії. Належав до клану Кенел н-Еогайн (ірл. — Cenél nEógain) — гілки північних О'Нейлів. Він став королем Айлеху — співправителем королівства разом зі своїм братом Флайбертахом (ірл. — Flaithbertach) після смерті свого батька в 943 році. Став верховним королем Ірландії після смерті свого двоюрідного брата Конгалаха Кногба, що належав до клану Сіл н-Аедо Слайне — гілки південних О'Нейлів, який загинув у бою у 956 році.

Основні королівства Ірландії та королівство Міде — особисті володіння верховного короля Ірландії в Х столітті. Показані володіння вікінгів — Дублін, Вексфорд, Ватерфорд, Корк, Ліммерік

## Правління
Вважається мудрим та дієвим правителем Ірландії, що здійснив реформи і важливі діяння, які потім продовжив великий король Бріан Бору (Бріан Боройме). Більшу частину свого правління провів у війні з чоловіком своєї сестри Амлайбом Куараном (ірл. — Amlaíb Cuarán) — вождем дублінських вікінгів. У 980 році він зрікся престолу і пішов у монастир Арма, де незабаром і помер.
Домналла Ва Нейлла назвали в некролозі «верховним королем Ірландії» — він був останнім зі свого клану, хто мав цей титул і це звання. Його наступник належав до клану Холмайн.

## Нащадки
Діти та нащадки Домналла Ва Нейлла називались «синами Лохланна», що досить дивно, адже в Ірландії Лохланн — це назва Скандинавії та вікінгів. Нащадками Домналла Ва Нейлла були Домналл О'Лохлайнн (ірл. — Domnall Ua Lochlainn) та Муйрхертах (ірл. — Muirchertach) — предок О'Нілів з королівства Тір Еогайн (ірл. — Tír Eógain). Онук Домналла Ва Нейлла — Флайхбертах О'Ніл (ірл. — Flaithbertach Ua Néill) став королем Айлеху, лідером О'Нілів після смерті Маела Сехнайлла у 1022 році, а можливо й раніше.